# Karolina Stefańczyk
Karolina Stefańczyk (ur. 12 maja 1999 w Jeleniej Górze) – polska koszykarka grająca na pozycji niskiej skrzydłowej, reprezentantka kraju, obecnie zawodniczka 1KS Ślęzy Wrocław.
31 grudnia 2020 została zawodniczką GTK Gdynia. 23 lipca 2021 dołączyła do Ślęzy Wrocław.

## Osiągnięcia
Stan na 10 września 2020, na podstawie, o ile nie zaznaczono inaczej.

### Drużynowe
Młodzieżowe
- Mistrzyni:
  - Polski:
    - juniorek starszych (2019)[4]
    - 3x3 U–23 (2020)

  - Wielkopolski 3x3 U–23 (2020)
- Wicemistrzyni:
  - Polski juniorek (2017)[5]
  - akademicka Polski 3x3 (2020)
- Brązowa medalistka mistrzostw Polski juniorek starszych (2020)[6]
- Uczestniczka mistrzostw Polski:
  - kadetek (2015)
  - młodziczek (2013)

### Indywidualne
Młodzieżowe
- Zaliczona do I składu mistrzostw Polski:
  - juniorek starszych (2019, 2020)[7][6]
  - juniorek (2017)[5]

### Reprezentacja
Młodzieżowe
- Uczestniczka mistrzostw Europy:
  - U–20 (2019 – 7. miejsce)
  - U–16 dywizji B (2015 – 6. miejsce)